# Phyllocnistis
Phyllocnistis es un género de polillas de la familia Gracillariidae.

## Descripción

### Adulto
Los adultos son pequeñas polillas con una envergadura que generalmente no excede los 5 mm. Las alas anteriores y las posteriores son lanceoladas y de color predominantemente blanco. Las alas anteriores tienen estrías longitudinales y oblicuas amarillas a naranjas, a menudo bordeadas de gris o negro. Unas pocas especies tienen colores más oscuros o llamativos. Los palpos maxilares son los más reducidos de los de la familia Gracillariidae; son casi vestigiales, sin segmentos, ubicados en la base de la larga probóscide. La venación de las alas también es reducida.

### Larva
Las larvas de Phyllocnistis están entre las más especializadas de lepidópteros. La norma parece ser cuatro estadios, con los tres primeros con morfología y comportamiento adaptados para alimentarse  de savia. Estos crean una larga mina subepidérmica, ya bajo la superficie superior o inferior de la hoja de la planta huésped. Algunas especies también forman minas subepidérmicas en los tallos de varias frutas, incluyendo avocados. Van dejando un rastro característico de heces a lo largo de la mina como una línea oscura, continua. El cuarto estadio es muy especializado, sin patas, no se alimenta y su función principal es la de construir un capullo en preparación para la pupación.

### Pupa
Las pupas de Phyllocnistis son muy diversas, en contraste con las orugas, especialmente en cuanto a la estructura de la cabeza. Además la región media dorsal de las tergas abdominales tienen grupos de 3 a 7 espinas recurvadas que varían según la especies.

## Ecología
Las larvas de Phyllocnistis usan una variedad de plantas hospederas de por  lo menos 20 familias. Una especie bien conocida es Phyllocnistis citrella, la oruga de los citrus que es una peste de plantas de la familia Rutaceae.

## Especies
Hasta el 2012, se habían descrito 126 especies de Phyllocnistis. Esto posiblemente es una fracción de la diversidad del género, especialmente en los trópicos, donde deben existir centenares de especies aun no estudiadas.

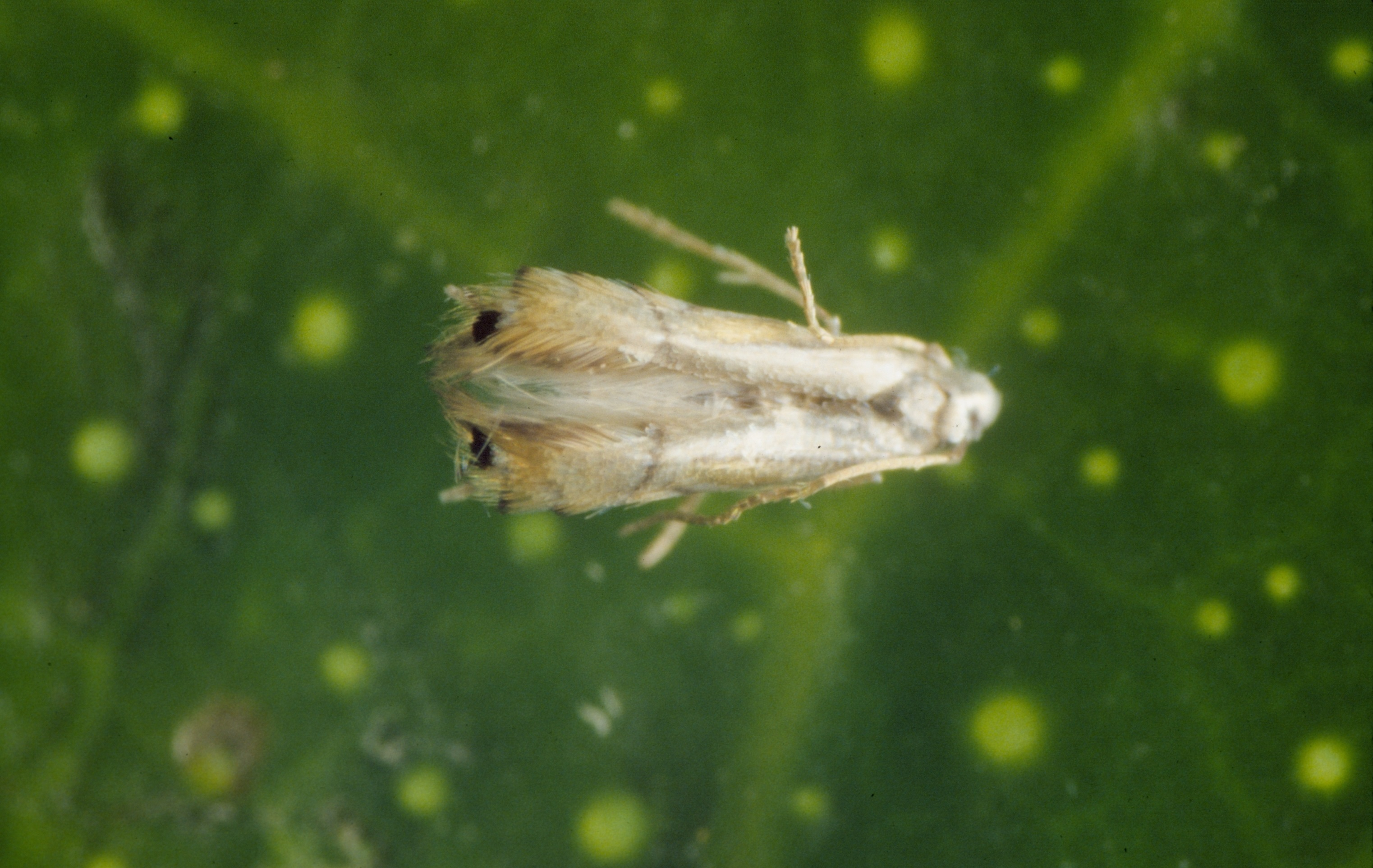
Phyllocnistis citrella

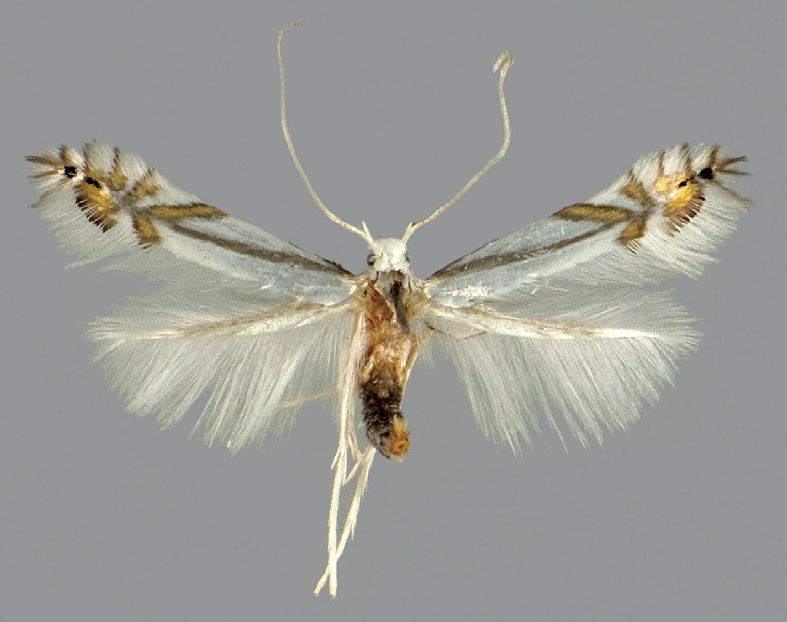
Phyllocnistis tropaeolicola

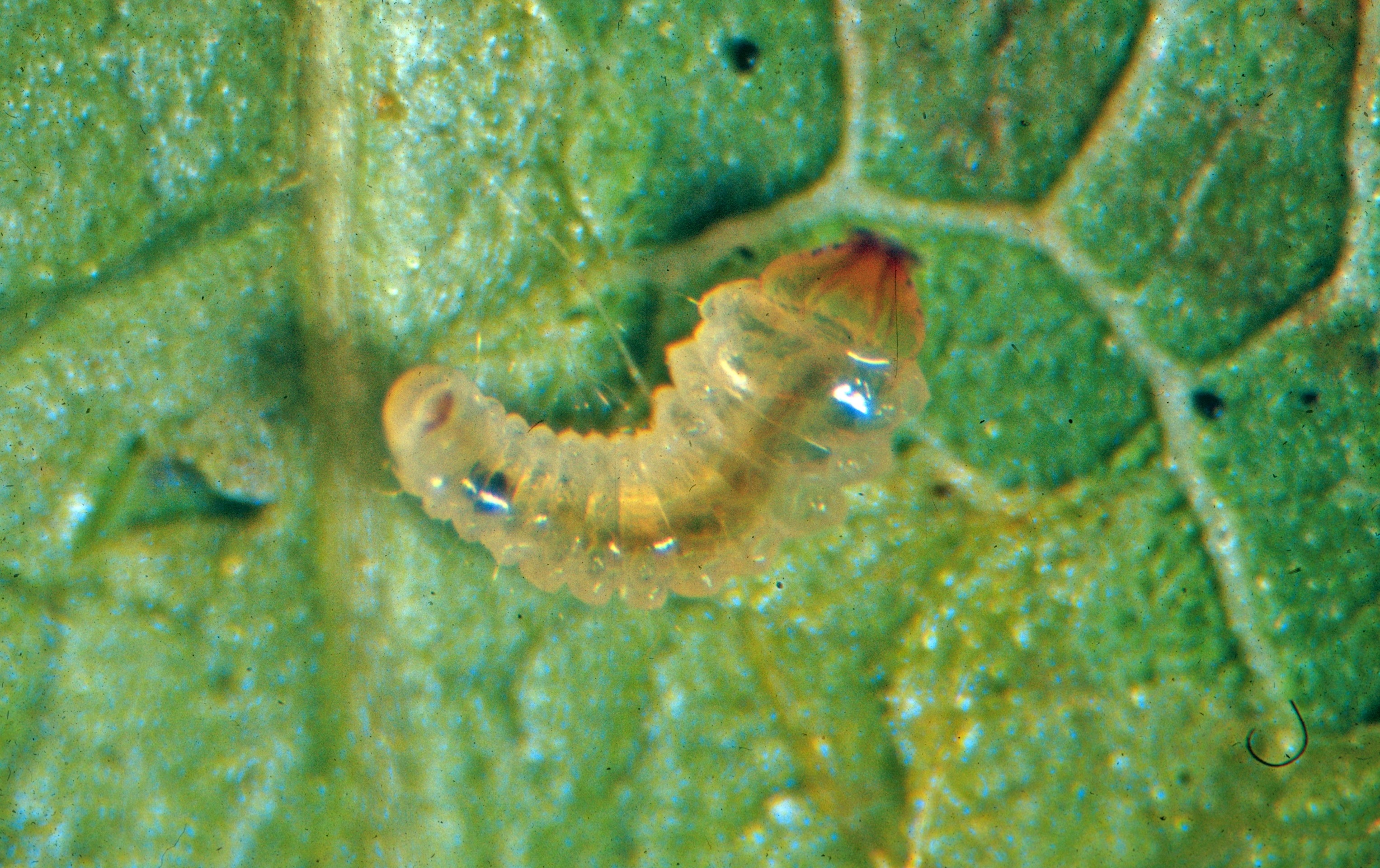
Phyllocnistis populiella larva

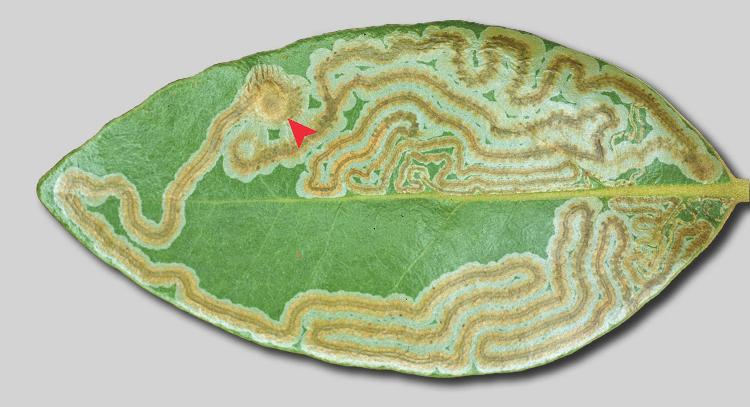
Phyllocnistis hyperpersea mina

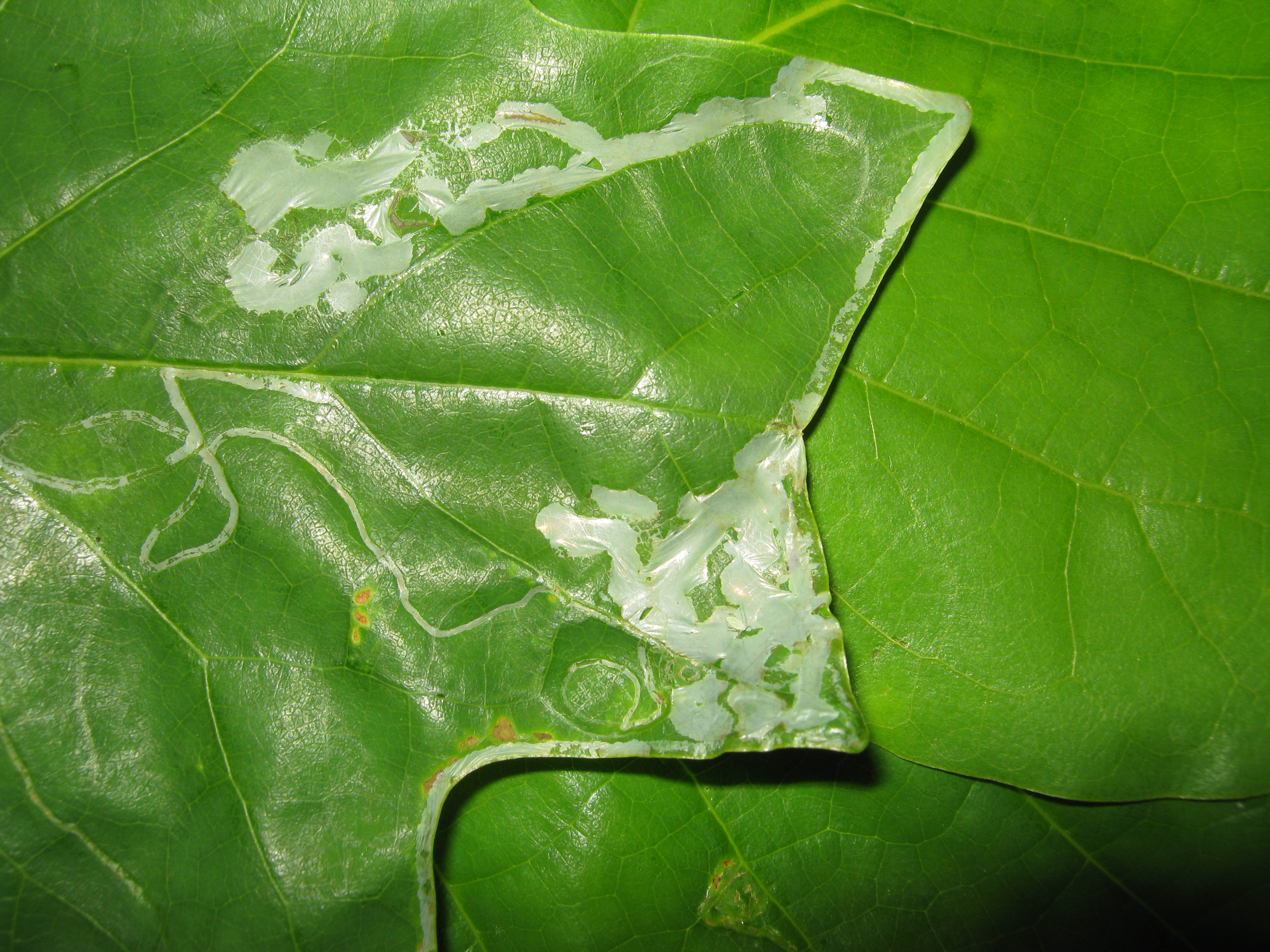
Phyllocnistis liriodendronella minas en hoja de Liriodendron

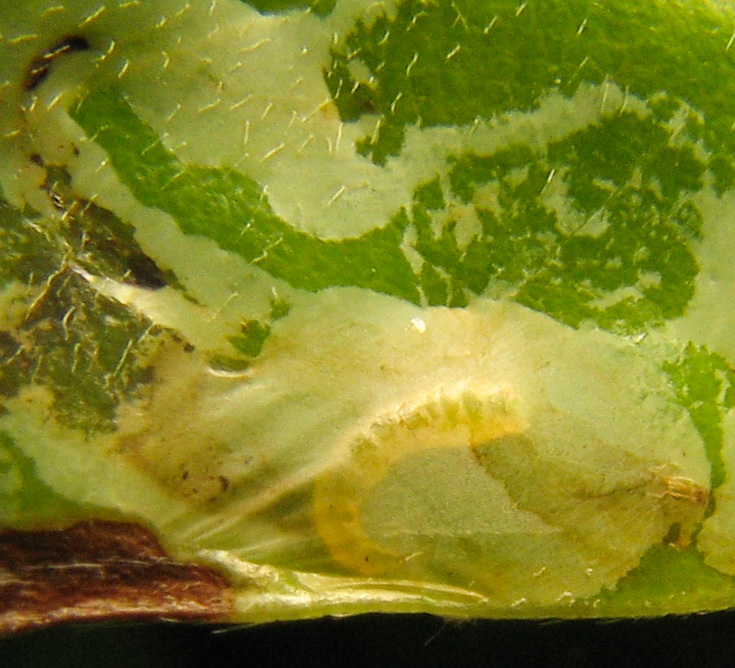
Larva de Phyllocnistis magnoliella en su mina en hoja de magnolia.

- Phyllocnistis abatiae E. M. Hering, 1958
- Phyllocnistis acmias Meyrick, 1906
- Phyllocnistis ampelopsiella Chambers, 1871
- Phyllocnistis amydropa Meyrick, 1934
- Phyllocnistis argentella (Bradley, 1957)
- Phyllocnistis argothea Meyrick, 1933
- Phyllocnistis atractias Meyrick, 1906
- Phyllocnistis atranota Meyrick, 1906
- Phyllocnistis aurilinea Zeller, 1877
- Phyllocnistis baccharidis E. M. Hering, 1958
- Phyllocnistis bourquini Pastrana, 1960
- Phyllocnistis breynilla Liu & Zeng, 1989
- Phyllocnistis canariensis M. Hering, 1927
- Phyllocnistis cassiella Ghesquière, 1940
- Phyllocnistis chlorantica Seksyaeva, 1992
- Phyllocnistis chrysophthalma Meyrick, 1915
- Phyllocnistis cirrhophanes Meyrick, 1915
- Phyllocnistis citrella Stainton, 1856
- Phyllocnistis citronympha Meyrick, 1926
- Phyllocnistis cornella Ermolaev, 1987
- Phyllocnistis diaugella Meyrick, 1880
- Phyllocnistis dichotoma Turner, 1947
- Phyllocnistis diplomochla Turner, 1923
- Phyllocnistis dorcas Meyrick, 1915
- Phyllocnistis drimiphaga Kawahara, Nishida & Davis, 2009
- Phyllocnistis echinodes Meyrick, 1926
- Phyllocnistis embeliella Liu & Zeng, 1989
- Phyllocnistis endoxa Meyrick, 1926
- Phyllocnistis ephimera Turner, 1926
- Phyllocnistis eurymochla Turner, 1923
- Phyllocnistis exaeta Meyrick, 1926
- Phyllocnistis exiguella van Deventer, 1904
- Phyllocnistis extrematrix Martynova, 1955
- Phyllocnistis finitima Braun, 1927
- Phyllocnistis habrochroa Meyrick, 1915
- Phyllocnistis hagnopa Meyrick, 1920
- Phyllocnistis hapalodes Meyrick, 1906
- Phyllocnistis helicodes Meyrick, 1916
- Phyllocnistis humiliella van Deventer, 1904
- Phyllocnistis hyperbolacma (Meyrick, 1931)
- Phyllocnistis hyperpersea Davis and Wagner, 2011
- Phyllocnistis insignis Frey & Boll, 1876
- Phyllocnistis intermediella Busck, 1900
- Phyllocnistis iodocella Meyrick, 1880
- Phyllocnistis labyrinthella (Bjerkander, 1790)
- Phyllocnistis leptomianta Turner, 1923
- Phyllocnistis liquidambarisella Chambers, 1875
- Phyllocnistis liriodendronella Clemens, 1863
- Phyllocnistis longipalpa Davis and Wagner, 2011
- Phyllocnistis loxosticha Bradley, 1965
- Phyllocnistis lucernifera Meyrick, 1935
- Phyllocnistis magnatella Zeller, 1873
- Phyllocnistis magnoliaeella Chambers, 1878
- Phyllocnistis maxberryi Kawahara, Nishida & Davis, 2009
- Phyllocnistis meliacella Becker, 1974
- Phyllocnistis micrographa Meyrick, 1916
- Phyllocnistis minimella van Deventer, 1904
- Phyllocnistis nepenthae M. Hering, 1931
- Phyllocnistis nymphidia Turner, 1947
- Phyllocnistis oxyopa Meyrick, 1918
- Phyllocnistis perseafolia Davis and Wagner, 2011
- Phyllocnistis pharetrucha Meyrick, 1921
- Phyllocnistis phrixopa Meyrick, 1926
- Phyllocnistis populiella Chambers, 1875
- Phyllocnistis psychina Meyrick, 1906
- Phyllocnistis puyehuensis Davis, 1994
- Phyllocnistis ramulicola Langmaid & Corley, 2007
- Phyllocnistis rotans Meyrick, 1915
- Phyllocnistis saligna (Zeller, 1839)
- Phyllocnistis sciophanta Meyrick, 1915
- Phyllocnistis selenopa Meyrick, 1915
- Phyllocnistis sexangula Meyrick, 1915
- Phyllocnistis signata Meyrick, 1915
- Phyllocnistis spatulata Meyrick, 1928
- Phyllocnistis stereograpta Meyrick, 1934
- Phyllocnistis subpersea Davis and Wagner, 2011
- Phyllocnistis symphanes Meyrick, 1926
- Phyllocnistis synglypta Meyrick, 1918
- Phyllocnistis tectonivora Meyrick, 1936
- Phyllocnistis temperatior Meyrick, 1936
- Phyllocnistis tethys Moreira & Vargas, 2012
- Phyllocnistis titania Meyrick, 1928
- Phyllocnistis toparcha Meyrick, 1918
- Phyllocnistis triortha Meyrick, 1906
- Phyllocnistis triploca Meyrick, 1928
- Phyllocnistis tropaeolicola Kawahara, Nishida & Davis, 2009
- Phyllocnistis unipunctella (Stephens, 1834)
- Phyllocnistis valentinensis M. Hering, 1936
- Phyllocnistis vitegenella Clemens, 1859
- Phyllocnistis vitella Ermolaev, 1987
- Phyllocnistis vitifoliella Chambers, 1871
- Phyllocnistis voutei M. Hering, 1932
- Phyllocnistis wampella Liu & Zeng, 1985
- Phyllocnistis wygodzinskyi E. M. Hering, 1958
- Phyllocnistis xenia M. Hering, 1936